# Casa Señorial de los Ruiz de Castelblanque
La Casa Señorial de los Ruiz de Castelblanque es un edificio residencial fortificado que se encuentra en la plaza del Ayuntamiento del municipio de Torrebaja (Valencia).
Esta edificación está registrada como bien de interés cultural con código 46.09.242-008.